# Тілен (Німеччина)
Тілен (нім. Tielen) — громада в Німеччині, розташована в землі Шлезвіг-Гольштейн. Входить до складу району Шлезвіг-Фленсбург. Складова частина об'єднання громад Кропп-Штапельгольм.
Площа — 13,32 км2. Населення становить 297 ос. (станом на 31 грудня 2020).